# Babsk
Babsk er en landsby i det centrale Polen i voivodskabet Łódź, beliggende mellem Warszawa og Łódź, ved floden. Indbyggertallet er pr. 2005 på 690. Byen blev grundlagt i det 14. århundrede.